# 322 v.Chr.
Het jaar 322 v.Chr. is een jaartal volgens de christelijke jaartelling.

## Gebeurtenissen

### Griekenland
- Perdiccas probeert in een opvolgingsconflict de absolute hegemonie over het Macedonische Rijk te krijgen.
- Begin van de Eerste Diadochen Oorlog, de Macedonische diadochen vormen een alliantie tegen Perdiccas.
- Athene en de Griekse stadstaten komen in opstand, het begin van de Lamische Oorlog.
- In Thessalië wordt de stad Lamia belegerd door de Atheners.
- 5 september - Slag bij Crannon: Antipater en Craterus verslaan Athene en de Aetolische Bond.
- Athene en de havenstad Piraeus worden door het Macedonische leger bezet.
- Demosthenes vlucht naar Kalauria (Poros) en pleegt in de Tempel van Poseidon zelfmoord.
- Hyperides wordt door de Macedoniërs op eiland Egina gearresteerd en geëxecuteerd.
- Theophrastus wordt in Athene leider van de Peripatetische School.

### Egypte
- Zomer - In Babylon vertrekt de begrafenisstoet van Alexander de Grote naar Macedonië.
- Ptolemaeus I steelt in Damascus de lijkkist van Alexander de Grote en laat hem in Memphis met grootse plechtigheid begraven.
- Ptolemaeus I breidt zijn militaire macht uit en verovert in Libië de Griekse stad Cyrene.

### India
- De Indische vorst Chandragupta Maurya wordt de stichter van het Mauryarijk.

## Overleden
- 7 maart - Aristoteles (62), Grieks filosoof
- Demosthenes (~384 v.Chr. - ~322 v.Chr.), Grieks staatsman en redenaar (62)
- Hyperides (~390 v.Chr. - ~322 v.Chr.), Atheens politicus en redenaar (68)